# Mycetarotes
Mycetarotes är ett släkte av myror. Mycetarotes ingår i familjen myror.
Kladogram enligt Catalogue of Life:
| Mycetarotes | \| \| Mycetarotes parallelus \| \| \| \| \| \| Mycetarotes senticosus \| \| \| \| |
|             | \| \| Mycetarotes parallelus \| \| \| \| \| \| Mycetarotes senticosus \| \| \| \| |
|             | Mycetarotes parallelus                                                            |
|             |                                                                                   |
|             | Mycetarotes senticosus                                                            |
|             |                                                                                   |